# Лейт, Джеймс
Генерал-лейтенант сэр Джеймс Лейт GCB (8 августа 1763 — 16 октября 1816) был шотландским военнослужащим британской армии, командующим 5-й дивизией в англо-португальской армии герцога Веллингтона во время основных битв Пиренейской войны между 1810 и 1813 годами.

## Семья и образование
Джеймс Лейт родился в Лейт Холле и был третьим сыном Джона Лейта и его жены Хэрриот (в девичестве Стюарт). Его отец был застрелен во время пьяного спора, когда Джеймсу было всего четыре месяца. Он получил домашнее образование у частного репетитора, а после этого посещал гимназию в Элгине и Маришальский колледж в Абердине. После принятия решения о поступлении в армию был отправлен в военную академию в Лилле.

## Начало карьеры
Лейт поступил в армию в 1780 году, поначалу служа прапорщиком в 21-м пехотном полку. Вскоре он стал лейтенантом в 81-м пехотном полку (Абердинширский горный полк), а 3 декабря 1782 года был произведён в капитаны.
После окончания в 1783 году американской войны за независимость его полк был расформирован, и его перевели в 50-й пехотный полк, дислоцированный в Гибралтаре. Там он служил адъютантом губернатора сэра Роберта Бойда, а затем адъютантом генерала Чарльза О’Хара, которого он сопровождал в Тулон во время британской оккупации 1793 года. После того, как О’Хара был взят в плен, Лейт служил в штабе генерал-майора сэра Дэвида Дандаса, пока британские войска не покинули город в декабре, после чего он вернулся в Гибралтар. 15 марта 1794 года Лейт был назначен мэром Гибралтара, а 19 марта командующим независимого пехотного полка.
Вскоре Лейт вернулся домой, где 25 октября 1794 года он был уполномочен сформировать новый полк. 22 июля 1795 года полку было вручено знамя, и на следующий день он был добавлен в армейские списки как Пехотный полк Абердина, но позднее в том же году был переименован в пехотный полк Принцессы Уэльской, или Абердинского нагорья. В августе 1795 Лейт был временно повышен до полковника, имея звание подполковника. Его полк был размещен в Ирландии, участвуя в подавлении восстания 1798 года. 1 января 1801 года Лейт был произведен в полковники, а его полк был окончательно расформирован в Нейсе в апреле 1803 года. Затем он был назначен полковником 13-го батальона запаса, а с 1804 года служил бригадным генералом в штабе в Ирландии.
В 1808 году он был произведен в генерал-майоры, и после победы Испании над французами в Байлене, в июле государственный секретарь по вопросам войны и колоний виконт Каслри отправил Лейта во главе второй делегации (первая, состоящий из трёх офицеров британской армии во главе с подполковником, прибыла в Хихон 27 июня 1808 года для оценки положения дел с военной точки зрения) в генеральную хунту Астурии, чтобы выяснить, как лучше укрепить север Испанию, чтобы не дать Наполеону вводить войска через Ирун и изолировать его в Мадриде или Бургосе. Лейт прибыл в Хихон 30 августа и в ноябре присоединился к войскам сэра Дэвида Бэйрда.
В 1808—1809 годах Лейт служил под руководством Джона Мура в северной Испании. Он командовал бригадой в дивизии Джона Хоупа, которая состояла из 51-го, 2/59-го и 2/76-го полков. 7 января в Луго бригада Лейта участвовала в успешной штыковой атаке, в результате которой преследующие их войска маршала Николя Сульта потеряли 300 человек; сам Лейт потерял только только 50 человек. В битве при Ла-Корунье 16 января бригада Лейта из 2400 человек удерживала позицию в центре против атак Сульта.
По возвращении в Англию Лейт служил в штабе, участвовал в Голландской экспедиции, а затем вернулся в конце года, страдая от «вальхеренской лихорадки».

## Под руководством Веллингтона
Когда Веллингтон 8 августа 1810 года создал 5-ю пехотную дивизию, Лейт стал её командиром. Британские батальоны, впервые назначенные в дивизию, 3/1, 1/9-й и 2/38-й пехотные полки, также участвовали в провальной Голландской экспедиции. Эти три подразделения стали 1-й бригадой под командованием подполковника Джеймса С. Барнса. К ним присоединились две португальские бригады во главе с полковником Уильямом Ф. Спраем и бароном фон Эбеном. 5-я дивизия хорошо сражалась в битве при Бусаку в сентябре 1810 года, помогая отразить атаки французских солдат 2-го корпуса Жана Ренье.
Бригадный генерал Эндрю Хэй принял командование 1-й бригадой вскоре после Бусаку. 6 октября бригада фон Эбена была отделена, и к дивизии Лейта присоединилась 2-я бригада генерал-майора Джеймса Данлопа. 2-я бригада первоначально состояла из 1/4-го полка от Англии, а 2/30-го и 2/44-го из Кадиса. До самого своего расформирования 5-я дивизия будет включать одну португальскую и две британские бригады. Зимой 1810—1811 гг. солдаты Лейта служили на линиях Торрес-Ведрас, не давая французской армии маршала Андре Массены захватить Лиссабон. 1 февраля Лейт ушел в отпуск, во время которого дивизией командовали сначала Уильям Эрскин, а затем Джеймс Данлоп. В сентябре 1811 года Лейт был повышен до звания генерал-лейтенанта, а 1 декабря 1811 года вернулся в свою дивизию.
В апреле 1812 года дивизия Лейта сыграла ключевую роль в штурме Бадахоса. В то время как 4-я и Лёгкая дивизии атаковали проломы, а 3-я дивизия замок, 5-я дивизия штурмовала городскую стену у бастиона Сан-Винсенте при помощи эскалады. Атака брешей была неудачной и повлекла ужасные потери. Тем не менее, на оборону других участков французский гарнизон выставил слишком мало солдат, и 5-й и 3-й дивизиям удалось перебраться через стены. В то время 3-я дивизия застряла в замке, солдаты Лейта проникли в город. Изо всех сил сигналя в горны и сея панику среди французов, 5-я дивизия привела оставшихся в живых французов в такое замешательство, что последним усилем 4-я и Лёгкой дивизии прорвали оборону противника. Дивизия Лейта потеряла более 500 человек, а командир 2-й бригады генерал-бригадир Джордж Таунсенд Уокер был ранен.
В июле 1812 года 5-я дивизия Лейта сыграла важную роль в битве при Саламанке. Продвигаясь шеренгой глубиной в два человека (британские бригады шли впереди), дивизия мушкетным огнём разгромила плохо выстроенную французскую дивизию Антуана Луи Попона. Лейт был ранен в бою и отправлен домой для лечения.
В знак признания его заслуг в Испании 1 февраля 1813 года Лейт был произедён в рыцари-компаньоны ордена Бани, а также пожалован аугментацией своего герба. Инвеститура была проведена в Карлтон Хаусе 4 марта 1813 года. (2 января 1815 года орден Бани был реорганизован, и звание Рыцаря-компаньона стало званием Рыцаря Большого Креста.)
Он вернулся к командованию 5-й дивизии 30 августа 1813 года и был немедленно снова тяжело ранен во время кровавой, но победоносной атаки при осаде Сан-Себастьяна 31 августа. За свои заслуги на полуострове Лейт был награждён Армейским золотым крестом с накладками за Корунью, Бусаку, Бадахос, Саламанку и Сан-Себастьян. 2 февраля 1814 года он получил разрешение принять и носить знак Почетного рыцаря-командора Ордена Башни и Меча, вручённый ему принцем-регентом Португалии.

## На Подветренных Островах
15 февраля 1814 года он был назначен губернатором и главнокомандующим Подветренных островов. Когда пришло известие о возвращении Бонапарта, гарнизон французского острова Мартиника выказал признаки поддержки бывшего императора. Генерал-капитан Мартиники Пьер Рене Мари, граф де Вожро, собрал войска, сообщив им, что любой из них может покинуть остров, но любая попытка восстать против власти короля будет пресечена и наказана как акт мятежа. Тем временем Лейт собрал свои силы в бухте Грос-Айлет в Сент-Люсии и высадился на Мартинике 5 июля при добровольном сотрудничестве де Вожро, чтобы занять стратегические опорные пункты острова.
8 августа войска Лейта высадились в Гваделупе, где генерал-губернатор адмирал Шарль Линуа объявил о своей верности Бонапарту. Заместителем Лейта в этом нападении был Томас Муди, который также был его адъютантом. Силы Лейта заставили противника полностью капитулировать в течение 48 часов после их прибытия на остров. В знак признания его усилий по обеспечению порядка во французский владениях в Вест-Индии 20 ноября 1816 года Лейту было предоставлено разрешение принять и носить Орден Военных заслуг Франции первого класса, присвоенный ему Людовиком XVIII; Муди, адъютант Лейта и его заместитель во время этих конфликтов был удостоен рыцарского звания того же ордена. Однако ко времени награждения этим орденом Лейт был уже мёртв: 10 октября он заболел жёлтой лихорадкой на Барбадосе, где его войска подавляли восстание рабов под предводительством Буссы, и 16 октября скончался. Тело Лейта было возвращено в Англию и похоронено в нефе Вестминстерского аббатства 15 марта 1817 года.
Томас Муди, адъютант Лейта времён наполеоновских войн, назвал одного из своих сыновей, Джеймса Лейта Муди (р. 25 июня 1816 года), который позднее стал священником в британских вооруженных силах, в честь сэра Джеймса Лейта.
Бумаги сэра Джеймса Лейта хранятся в библиотеке Джона Райландса в Манчестере.

## Личная жизнь
В 1798 году он женился на леди Августе Форбс, дочери Джорджа Форбса, 5-го графа Гранарда. Его наследником был его племянник Эндрю Лейт Хэй.

## Внешние ссылки
- Leith Hay Family site.
- Leith Hall Garden & Estate. National Trust for Scotland.
- Andrew Hay of Rannes. leith-hay.org.
- John Leith III. leith-hay.org.
- John Leith IV of Leith Hall. leith-hay.org.
- General Alexander Leith-Hay of Rannes and Leith Hall. leith-hay.org.
- Lieutenant-General James Leith. leith-hay.org.
- Colonel Alexander Sebastian Leith-Hay of Rannes and Leith Hall. leith-hay.org.
- James Leith-Hay. leith-hay.org.
- Charles Edward Norman Leith-Hay of Rannes and Leith Hall. leith-hay.org.
- Charles Arthur O'Neill Leith-Hay of Rannes and Leith Hall. leith-hay.org.
- Leith Hall. Facebook.
- The Kinnethmont (Kennethmont).
- Wilson, Emily. The Leith's of Leith Hall. Electric Scotland. Дата обращения: 16 сентября 2015.
- Drake, Geraldine. Clan Leith - Genealogy. Electrics Scotland. Дата обращения: 16 сентября 2015.